# Bandera de Wallis y Futuna

Otra versión de la bandera de Wallis y Futuna.

La bandera de Wallis y Futuna (la colectividad ultramar de Francia) presenta una cruz maltesa blanca modificada - desplazada un poco del centro hacia la derecha y hacia abajo - sobre un fondo rojo; la bandera de Francia con un borde blanco aparece en la esquina superior izquierda. En los actos oficiales se utiliza la bandera de Francia.

## Banderas subdivisionales
Los tres reinos constituyentes de Wallis y Futuna tienen estandartes reales separados: 

Bandera del Reino de Alo
Bandera del Reino de Sigave
Bandera del Reino de Uvea

## Banderas históricas

Bandera del Reino de Uvea (1842-1860)
Bandera del Reino de Uvea (1860-1886)
Bandera del Reino de Uvea (1886-1887)
Estandarte Real de Uvea (1837-1858)
Estandarte Real de Uvea (1858-1887)
Bandera no oficial de Wallis y Futuna (1887-1910)
Bandera no oficial de Wallis y Futuna (1910-1985)

- Datos: Q317660
- Multimedia: Flags of Wallis and Futuna / Q317660